# Бивняев, Виктор Яковлевич
Виктор Яковлевич Бивняев (род. 28 декабря 1948 года, г. Ишимбай) — советский узбекский и башкирский живописец. Член Союза Художников РФ (1998). Член АЮ при РО ВТОО «СХР» РБ с 1996 года. С 1973 года — участник республиканских (в Ташкенте до 1985) региональных, всероссийской, всесоюзной и зарубежных выставок.

## Биография
Интерес к живописи привил мальчику Иван Михайлович Павлов, руководитель изо-кружка в Ишимбае.
Закончил Театрально-декорационное отделение Ташкентского художественного училища им. П. П. Бенькова (Узбекская ССР, 1969).
Проживает в Ишимбае.

На церемонии открытия персональной выставки в Стерлитамаке председатель Ассоциации художников юга Башкортостана Камиль Губайдуллин отметил 
«Игра воображения, вдохновение, талант — все это Виктор Бивняев. Художник театральный, зрелищный. Виктор Яковлевич вернулся в Ишимбай в начале 90-х. Ташкентский период его творчества — яркий, светоносный. Башкирский период начал выявлять новые качества его таланта. Такое ощущение, что он начал освобождаться от мнимой реальности, от условностей и пришел вот к такому знаковому, символическому и образному творчеству».
Автор сказал тогда о себе:
Мне 57 лет, в эти годы более реалистично видишь мир. Я намеренно применяю темные краски и обилие красного, чтобы передать трагедию нашего государства. Это наша кровавая история — Гулаги, бедные крестьяне, Беслан… 

## Наиболее значимые картины
1.Весна в Ивановке. 1998 год. Холст. Масло. Размеры: 80 Х 60.
2.Пока Юрий Сергеевич. 2003 год. Холст. Масло. Размеры: 111 Х 99,5. (Юрий Сергеевич — Юрий Сергеевич Варюх, тоже ишимбайский художник)
3.Перед грозой. 2000 год. Холст. Масло. Размеры: 100 Х 100.
4.Созрела яблоня или память. 1997 год. Холст. Масло. Размеры: 100 Х 90.
5.Когда цветут мальвы. 2001 год. Холст. Масло. Размеры. 94 Х 85.
6.Мостик. К осени. 2005 год. Холст. Масло. Размеры: 100 Х 100.
7.Август. 2004 год. Холст. Масло. Размеры: 100 Х 100.
8.Уголок в мастерской. 1999 год. Оргалит. Масло. Размеры: 84 Х 95.
9.Идущий. 2004 год. Холст. Масло. Размеры: 94 Х 97.
10.Ангелы Мурадымовского ущелья. 2008 год. Оргалит. Бумага. Масло.

## Местонахождение произведений
- Башкирский государственный художественный музей им. М.В.Нестерова (Уфа)
- ГМИИ Узбекистана (Ташкент),
- КГ г. Ангрены (Узбекистан),
- Ишимбайская картинная галерея (Ишимбай, РБ)